# السعديين (قرية)
قرية السعديين هي إحدى القرى التابعة لمركز منيا القمح في محافظة الشرقية في جمهورية مصر العربية. حسب إحصاءات سنة 2006، بلغ إجمالي السكان في السعديين 12880 نسمة، منهم 6536 رجل و6344 امرأة. ومن أعلامها مصطفى مشهور المرشد العام للإخوان المسلمين الأسبق، ومشهور أحمد مشهور رئيس هيئة قناة السويس الأسبق، والدكتور عبد الحي مشهور رئيس جامعة طنطا الأسبق.
تحتوي القرية على مستشفى حكومي مركزي يحتوى على 76 سرير لخدمة القرية.